# Zamek w Rzyczkach
Zamek w Rzyczkach – zamek wybudowany w XVI lub XVII wieku w Rzyczkach.

## Położenie
Zamek położony na północny zachód od wsi nad rzeką. Wybudowany na planie prostokąta z czterema basztami w narożach. Wewnątrz stały dwa budynki, prawdopodobnie wykonane z kamienia lub cegły. Obecnie widoczne są tylko kontury nasypu.